# Иване-Золотое
Иване-Золотое (укр. Іване-Золоте) — село в Залещицкой городской общине Чортковского района Тернопольской области Украины.
До 2020 года входило в Залещицкий район.
Код КОАТУУ — 6122084301. Население по переписи 2001 года составляло 900 человек.

## Географическое положение
Село Иване-Золотое находится на левом берегу реки Днестр в месте впадения в неё реки Луча, ниже по течению на расстоянии в 4 км расположено село Зелёный Гай, выше по течению реки Луча на расстоянии в 1,5 км расположено село Глушка.

## История
- 1349 год — дата основания как село Иване.
- В 1900 году переименовано в село Иване-Золотое.

## Экономика
В основном выращивание сельскохозяйственных культур. Наиболее выращиваемые: помидоры и картофель

## Объекты социальной сферы
- Школа I—II ст.
- Детский сад.
- Клуб.
- Фельдшерско-акушерский пункт.

## Достопримечательности
- Церковь перенесения мощей Св. Николая Мир Ликийских (отец Степан Барновский), часовня, крест в честь освобождения от крепостного права.
- Братская могила советских воинов.